# أولاد سبيطة
أولاد سبيطة هي جماعة قروية مغربية في غرب المغرب. تنتمي أولاد سبيطة لإقليم سيدي بنور الساحلي جنوبي الدار البيضاء. تضم هذه القرية 24.967 نسمة (إحصاء 2004).